# Liebenau (Graz)
Pour les articles homonymes, voir Liebenau.
Liebenau (prononciation allemande : [ˈliːbənaʊ̯] ) est le 7e arrondissement de la ville autrichienne de Graz, capitale de la Styrie. Il est situé dans le sud de la ville, sur la rive gauche de la Mur. Il avait 15 594 habitants au 1er janvier 2021 pour une superficie de 7,99 km2.

## Lieux et monuments
On trouve à Liebenau le stade de Graz-Liebenau, la patinoire de Graz-Liebenau et l’usine de Magna Steyr.